# Hans Hs Winkler
Hans Hs Winkler (eigentlich Hans Winkler; * 1955 in Rott am Inn) ist ein deutscher Künstler.

## Leben
Hans Hs Winkler lebt seit 1981 in Berlin. Sein Hauptinteresse bei seiner künstlerischen Arbeit seit 1984 gilt dem öffentlichen Raum.
Von 1988  bis 2000 arbeitete er zusammen mit Stefan Micheel unter dem Namen p.t.t.red (paint the town red), unter anderem an Projekten wie den Stadtraum-Installationen goldener Schnitt, 1988–2000, oder der Rotverschiebung, 1989–1990, in Berlin.
Seine Interventionen, Aktionen und Projekte sind meist zeitlich begrenzt und stehen im Bezug zur Umgebung, wie un incidente in gondola (Nuova Icona, Venedig, 2002), granizza (Dialog Loci, Kostryzn, 2004) oder die Flucht des Ötzi (Eurac, Museion, Bozen, 2008).
Hans Winkler kuratierte Ausstellungen wie legal/Illegal (2004) in der NGBK Berlin, zusammen mit Helen Adkins und Kai Bauer, oder looking for mushrooms im Kölner Museum Ludwig (2008) zusammen mit Barbara Engelbach und Friederike Wappler. Zwischen 2005 und 2008 publizierte er die walking newspaper in Istanbul, Johannesburg, New York, Havanna, Bonn oder San Francisco.

## Ausstellungen, Interventionen, Aktionen (Auswahl)
- 2023 „Dada ist Gross: John Heartfield & Salzburg“, Literaturhaus Salzburg, 11.5.-1.9.2023
- 2023 „Eisberg - Landschaftsbild“, im Arkadischen Festival, 19.5. - 11.6.2023
- 2023 „Cafe Minorista“,Installation, Museion Nacional, Havana, 1.4.-1.9. 2023
- 2022 „Efecto Distanciamiento“, by Felipe Dulzaides and Hans Winkler, Centro Bahia, April,2022, in Kooperation with Impulso teatro, Museo Municipal de Regla and Bertolt Brecht. Im Rahmen der 14. Bienal de la Habana.
- 2021 „Das letzte Zitat“, Intervention, 11.9. - 9.11., Ebersberg, in Kooperation with Peter Kees. Mit Unterstützung des Bayerischen Staatsministeriums für Wissenschaft und Kunst (StMWK) und der Bayerischen Staatsforsten, Forstbetrieb Wasserburg
- 2020 „GRENZZIEHUNG“, bis 29.8.2020, Galerie SPOR KLUEBUE, BERLIN,[2]
- 2020 „Biergartenstille“, Aktionsraum2,[3]
- 2019 „Barock - Surrealismus - Venedig“,  Emily Harvey Foundation, Venedig, Italien
- 2018 „Geld . Wahn. Sinn“ – Die Sammlung Haupt in den Reinbeckhallen, Berlin
- 2018 „Radikal Amerika“, Studio im Hochhaus, Berlin-Lichtenberg
- 2018 „Berlin Zulage“, Art in the 1980es in West-Berlin, Kuenstlerhaus Bethanien
- 2017 „Mit Geld spielt man nicht“, Galerie M, Berlin
- 2016 „Dada-Bibliothek-Suedtirol“, Installation, Bozen/Bergstation Jenesien, Italien
- 2015 „Steam Song“, Soundinstallation, Rail Yard Albuquerque, New Mexico
- 2014 „the best manifesto is the unwritten one“, Aktion in Zusammenarbeit mit Tony Labat, Kadist Foundation, San  Francisco
- 2013 „Desvio“, Havanna, Kuba, mit Felipe Dulzaides
- 2013 „xyz-Das Ende der Einsiedlerbibliothek“, Brenner, Transart Festival Bozen
- 2012 „Biersommer“, Installation, mit Sven Wiederholt, San Francisco, Kalifornien
- 2010 „Deutsch-Apache Wörterbuch“, Chemnitz, Waldheim, Zwickau
- 2010 „buy a revlolution“, Aktion, San Francisco
- 2009 „Guide de survie“, Montreal, Kanada
- 2008 „Die Flucht des Ötzi“, Eurac, Museion Bozen, Italien
- 2007 „Crime Museum“, Galerie Eva Bracke, Berlin
- 2007 „Wir machen mehr aus ihrem Geld“, Galerie Weisser Elefant, Berlin
- 2007 „Ezra Pound´s Cage“, Nuova Icona, Venedig
- 2005 „Nova Library“, Live Biennal of Performance Art, Vancouver
- 2005 „Last Exit 44“, Okkupation, Berlin-Neukölln
- 2005 „Künstler.Archiv“, Akademie der Künste, Berlin
- 2005 „Fokus Istanbul“, Martin Gropius Bau, Berlin
- 2004 „Handbuch für Wilderer“, Steirischer Herbst, Österreich
- 2004 „Granizza“, Installation/Aktion, Dialog Loci, Küstryn, Polen
- 2004 „Crime Museum“, Installation, New Langton Arts, San Francisco
- 2003 „Buscado: Arthur Cravan: wanted“, Intervention, Havanna
- 2003 „Im Auftrag“, Stadtraumprojekt, Pulheim
- 2002 „un incidente in gondola“, Aktion, Nuova Icona, Venedig

## Publikationen/Kataloge (Auswahl)
- 2019 „Barock - Surrealismus - Venedig“,  Emily Harvey Foundation, Nuova Icona, Venedig, Italien
- 2017 „Journey to Kahoolawe“, mit Cease Wyss, Grunt Gallery, Vancouver, Kanada
- 2016 „Ex-Economist“, mit Susanne Jakob und Kai Bauer, Kunstverein Neuhausen
- 2015 „Desvio“, mit Felipe Dulzaides, Havanna, Kuba
- 2015 „Steam Song“, Albuquerque, New Mexico
- 2014 „Eiskeller und Himmelslöcher“, Revolver Distribution, Berlin, herausgegeben von Verena Voigt und Hans Hs Winkler
- 2012 „Franz Held, vor-dadaistische Texte aus Jenesien“, Raetia Verlag, Bozen, Italien, herausgegeben von Hans Hs Winkler, Kurt Lanthaler und Martin Hanni.
- 2010 „guide de survie“, Handbuch, Goethe-Institut Montreal und ATSA, Kanada
- 2008 „looking for mushrooms“, Katalog, Verlag Walther König, Köln
- 2008 „keleketla“, walking newspaper, Johannesburg, Südafrika
- 2008 „aksentfray“, walking newspaper, Biennale Bonn
- 2007 „dejame aqui“, walking newspaper, Havanna, Kuba
- 2007 „scalini 84treppen“, Folio Verlag, Bozen
- 2007 „good news“, walking newspaper, New York
- 2006 „Dérive“, walking newspaper, Sierre, Schweiz
- 2005 „Held Saga“, Künstler/Archiv, Verlag Walther König, Köln
- 2005 „xing“, walking newspaper, San Francisco
- 2005 „Yürü“, walking newspaper, Istanbul
- 2004 „legal/illegal“, Hrsg. NGBK Berlin, Schmetterling Verlag
- 2004 „crime museum“, New Langton Arts, San Francisco
- 2003 „Im Auftrag“, Verlag Walther König, Köln
- 1988–1998 p.t.t.red (Katalog 1 – 4)

## Bibliographie (Auswahl)
- 2021 Stiftung & Sponsoring, Magazin,big maple leaf
- 2021 Arkadienfestival, Katalog, Hg: Peter Kees, Oktober, 2021,[4]
- 2021 Juergen Raap, Internationales Kunstforum, Koeln, Sept. 2021
- 2021 Raimar Stange, Wahl, Katalog, Worpswede, 9/2021
- 2021 Süddeutsche Zeitung, 7. August 2021
- 2021 Münchner Merkur, 5. August 2021
- 2021 Münzenwoche: Kunstdiebstahl Januar, 2021,[5]
- Briana J. Smith, pttred in, Free Berlin: Art, Urban Politics, and Everyday Life, MIT Verlag
- Aktionsraum2, Katalog, Hg: Peter Kees, Oktober, 2020
- 2020 Süddeutsche Zeitung, 7. Oktober 2020
- 2020 Münchner Merkur, 5. Oktober 2020
- 2020 Matthias Reichelt, Tagesspiegel, 29. August 2020, TS.pdf
- 2020 The Agonist, interview, Nietzsche in Venice, New York,[6]
- 2020 Juergen Raap, Internationales Kunstforum, Koeln, 2/2020
- 2018 Raimar Stange, Zitty Berlin
- 2019 Juergen Raap, Internationales Kunstforum, Koeln, 12/2019
- 2019 Martin Hanni, Dogen und Drogen, Salto, Bozen
- 2018 Kahoolawe, Magazine, Honolulu
- 2018 Tom Mustroph, Tageszeitung, Berlin, TAZ.23.11.18
- 2017 Juergen Raap, Internationales Kunstforum, Koeln
- 2016 Tagesspiegel, 5. Juli 2016
- 2016 Rai Südtirol, Bozen, Kulturzeit, 29. Juni 2016
- 2016 Dolomiten, Bozen, 1. Juni 2016
- 2016 Sydney Ball, Vancouver, April 2016
- 2015 Kay van Keitz, Reisen im Kreis, in: Urbane Kuenste Ruhr
- 2015 Wolfgang Schivelbusch, Ezra Pound und das Daemonische, Zeitschrift fuer Ideengeschichte
- 2015 Channel 13, Albuquerque, New Mexico
- 2015 Lena Reich,[7]
- 2014 Heinz Schütz, Kunstforum, Performance II
- 2013 Südtiroler Tageszeitung
- 2013 Jürgen Raap, Kunstforum, Köln
- 2013 Kieler Nachrichten, Kunstprojekt: Eiskeller und Himmelskörper
- 2012 Museum Admont, Ausstellungskat. Jenseits des Sehens, Österreich
- 2012 at how many lux ..?, Onomatopee, Eindhoven
- 2011 Jürgen Raap, Kunstforum, Köln
- 2012 StadtBild-Interventionen, Hrsg. Stadt Pulheim, Verlag für Moderne Kunst, Nürnberg
- 2010 Carlo McCormick „Trespass: A History of Uncommissioned Public Art“, Taschen Verlag
- 2009 Mathias Reichelt, looking for mushrooms, Kunstforum, Nr. 196
- 2009 Labyrinth: Freiheit, Hrsg. Paolo Bianchi
- 2007 Manfred Schäfers, Der Schein trügt, FAZ
- 2007 Verdächtige Kunst, Spiegel, 26/2007
- 2006 Jürgen Raap, Kunstforum, Nr. 182
- 2006 Glenn Alteen, Nova Library, Zing magazine, New York
- 2005 Clint Burnham, Inside the brain of an addict, Vancouver Sun
- 2005 Helmut Höge, Friede den Hütten, Taz, Berlin
- 2005 Mathias Reichelt, Künstler/Archiv, in Kunstforum, Nr. 177
- 2002 Marion Piffer Damiani, Fest/Kunst, Bozen
- 2001 Kai Bauer, Stadt.Kunst, Verlag Lindinger & Schmid
- 2001 Zing magazine 15, New York